# Bibliotheca Ibero-Americana
Die Bibliotheca Ibero-Americana („Iberoamerikanische Bibliothek“), Veröffentlichungen der Ibero-Amerikanischen Bibliothek zu Berlin, Zusatz teils: Publicaciones del Instituto Ibero-Americano, Fundación Patrimonio Cultural Prusiano, ist eine Schriftenreihe des Ibero-Amerikanischen Instituts Preußischer Kulturbesitz (IAI) in Berlin, in der Monographien und Sammelbände zu Literatur, Kultur und Sprache, Geschichte, Wirtschaft und Politik Lateinamerikas, der Karibik, Spaniens und Portugals erscheinen. In der Reihe sind bislang über 180 Bände erschienen. Sie erscheint seit 1959 in Frankfurt am Main und in Madrid bei Iberoamericana Vervuert, anfangs in Berlin im Colloquium-Verlag.

## Bände
Die folgende Übersicht erhebt keinen Anspruch auf Aktualität oder Vollständigkeit:
- 1. Wesen und Ordnung der altperuanischen Kulturen. Aus dem Nachlaß herausgegeben von Gerdt Kutscher. Uhle, Max, Berlin, 1959.
- 2. Nahrung und Nahrungsgewinnung im vorspanischen Peru. Horkheimer, Hans, Berlin, 1960.
- 3. En torno al pensar mítico. Nueve variaciones sobre el tema del mito en folklore, arte, poesía e historia. Ferdinandy, Miguel de, Berlín, 1961.
- 4. Paraguay und Europa. Die diplomatischen Beziehungen unter Carlos Antonio López und Francisco Solano López 1841–1870. Schmitt, Peter A., Berlin, 1963.
- 5. Góngoras Warnrede im Zeichen der Hekate. Ein Deutungsversuch. Zu den Versen 364-502 der „Soledad Primera“. Geske, Rudolf, Berlin, 1964.
- 6. Der Staatsstreich als Mittel der politischen Entwicklung in Südamerika. Hector, Cary, Berlin, 1964.
- 7. Portugiesisch-Ostafrika in der Zeit des Marquês de Pombal (1750–1777). Hoppe, Fritz, Berlin, 1965.
- 8. Soziale Strukturen und soziale Wandlungen in Argentinien. Agulla, Juan Carlos, Berlin, 1967.
- 9. Die Mitteilungen des Guzmán de Alfarache. Maurer-Rothenberger, Friedel, Berlin, 1967.
- 10. Die portugiesische Indianerpolitik in Brasilien 1500–1640. Thomas, Georg, Berlin, 1968.
- 11. Ideologie und Wirklichkeit in der Literatur Haitis. Fleischmann, Ulrich, Berlin, 1969.
- 12. Der epische Zyklus der Cangaceiros in der Volkspoesie Nordbrasiliens. Daus, Ronald, Berlin, 1969.
- 13. Religionen in Brasilien. Gebert, Martin, Berlin, 1970.
- 14. Die Nationalisierung der deutschen Einwanderer und ihrer Nachkommen in Brasilien als Problem der deutsch-brasilianischen Beziehungen 1930–1938. Harms-Baltzer, Käte, Berlin, 1970.
- 15. Die deutsche Mexikopolitik 1913/1914. Baecker, Thomas, Berlin, 1971.
- 16. Wirtschaft und Berufserziehung in Venezuela. Rother, Klaus, Berlin, 1972.
- 17. Die neuere Literatur Lateinamerikas und ihre Rezeption im deutschen Sprachraum. Siebenmann, Gustav, Berlin, 1972.
- 18. Das Vertragswerk des Zentralamerikanischen gemeinsamen Marktes. Peterwerth, Reinhard, Berlin, 1973.
- 19. Parteiensystem und Oligarchie in Ecuador. Abad Franco, Armando, Berlin, 1974.
- 20. Die Biblioteca Nacional in Madrid. García y Más, Renate, Berlin, 1975.
- 21. Ländliche Siedlungen im Becken von Puebla-Tlaxcala (Mexiko) und ihre Entwicklung im 19. und 20. Jahrhundert. Tyrakowski, Konrad, Berlin, 1975.
- 22. Problemática de la literatura hispanoamericana. Ross, Waldo, Berlin, 1976.
- 23. Juan Ramón Jiménez: the Modernist Apprenticeship 1885–1900. Cardwell, Richard A., Berlin, 1977.
- 24. Paul Zech im südamerikanischen Exil 1933–1946. Ein Beitrag zur Geschichte der deutschen Emigration in Argentinien. Spitta, Arnold, Berlin, 1978.
- 25. Funktion und Wandel christlicher Themen in der mexikanischen Malerei des 20. Jahrhunderts. Haufe, Hans, Berlin, 1978.
- 26. La emigración europea a la América Latina: Fuentes y estado de investigación. Informes presentados a la IV. Reunión de Historiadores Latinoamericanistas Europeos. Stegmann, Wilhelm (ed.), Berlin, 1979.
- 27. Gerónimo de Vivar: Crónica y relación copiosa y verdadera de los Reinos de Chile (1558). Sáez-Godoy, Leopoldo (ed.), Berlin, 1979.
- 28. Nicolás de Valenzuela: Conquista del Lacandón y Conquista del Chol. Houwald, Götz Freiherr von (ed.), Berlin, 1979, 2 Vols.
- 29. The Portrayal of Immigration in Nineteenth Century Argentine Fiction (1845–1902). Fishburn, Evelyn, Berlin, 1981.
- 30. En torno al origen histórico e ideológico del ideario Nacionalista Populista Latinoamericano. Gestación, elaboración y vigencia de la concepción aprista de Haya de la Torre. Bieber, León Enrique, Berlin, 1982.
- 31. Las relaciones económicas de Bolivia con Alemania 1880–1920. Bieber, León Enrique, Berlin, 1984.
- 32. Deutsche Iberoamerika-Forschung in den Jahren 1930–1980. Forschungsberichte über ausgewählte Fachgebiete. Stegmann, Wilhelm (Hrsg.), Berlin, 1987.
- 33. América Latina en la época de Simón Bolívar. La formación de las economías nacionales y los intereses económicos europeos 1800–1850. Liehr, Reinhard (ed.), Berlin, 1989.
- 34. The Economies of Mexico and Peru During the Late Colonial Period, 1760–1810. Jacobsen, Nils / Puhle, Hans-Jürgen (eds.), Berlin, 1986.
- 35. Katalog der Quellen zur Geschichte Mexikos in der Bundesrepublik Deutschland 1521–1945 / Catálogo de las fuentes para la historia de México en la República Federal de Alemania 1521–1945. Bieber, León Enrique (Hrsg.), Berlin, 1990.
- 36. El mundo de Gracián. Actas del Coloquio Internacional Berlín 1988. Neumeister, Sebastian / Briesemeister, Dietrich (eds.), Berlin, 1991.
- 37. Europäische Avantgarde im lateinamerikanischen Kontext: Akten des Internationalen Berliner Kolloquiums 1989 / La Vanguardia Europea en el contexto latinoamericano: actas del Coloquio Internacional de Berlín 1989. Wentzlaff-Eggebert, Harald (Hrsg.), Frankfurt a. M., 1991.
- 38. Las literaturas hispánicas de vanguardia: Orientación bibliográfica. Wentzlaff-Eggebert, Harald (ed.), Frankfurt a. M., 1991.
- 39. Menschenrechte und Entwicklung. Im Dialog mit Lateinamerika. Inciarte, Fernando / Wald, Berthold (Hrsg.), Frankfurt a. M., 1992.
- 40. Portugiesische Romane der Gegenwart. Interpretationen. Hess, Rainer (Hrsg.), Frankfurt a. M., 1992.
- 41. Sprachkontakt, ethnische Identität und Identitätsbeschädigung. Aspekte der Assimilation der Otomí-Indianer an die hispanophone mexikanische Kultur. Zimmermann, Klaus, Frankfurt a. M., 1992.
- 42. Stationen der spanischamerikanischen Literatur- und Kulturgeschichte. Der Blick der anderen – der Weg zu sich selbst. Janik, Dieter, Frankfurt a. M., 1992.
- 43. Mexiko heute. Politik, Wirtschaft, Kultur. Briesemeister, Dietrich / Zimmermann, Klaus (Hrsg.), Frankfurt a. M., 1992.
- 44. Los sefardíes en los dominios holandeses de América del Sur y del Caribe. 1630–1750. Böhm, Günter, Frankfurt a. M., 1992.
- 45. Großstadtliteratur. Ein Internationales Colloquium über lateinamerikanische, afrikanische und asiatische Metropolen in Berlin 14.-16. Juni 1990. Daus, Ronald (Hrsg.), Frankfurt a. M., 1992.
- 46. Alternative Cultures in the Caribbean. First International Conference of the Society of Caribbean Research, Berlin 1988. Bremer, Thomas / Fleischmann, Ulrich (eds.), Frankfurt a. M., 1993.
- 47. Brasilianische Literatur zur Zeit der Militärherrschaft (1964–1984). Briesemeister, Dietrich / Feldmann, Helmut / Santiago, Silviano (Hrsg.), Frankfurt a. M., 1992.
- 48. El español de América en el siglo XVI. Actas del Simposio del Instituto Ibero-Americano de Berlín, 23 y 24 de abril de 1992. Lüdtke, Jens (comp.), Madrid / Frankfurt a. M., 1994.
- 49. Early Suriname Creole Texts: A Collection of 18th Century Sranan and Saramaccan Documents. Perl, Matthias / Arends, Jacques (eds.), Madrid / Frankfurt a. M., 1995.
- 50. Unidad y variación léxicas en el español de América. Wotjak, Gerd / Zimmermann, Klaus (eds.), Madrid / Frankfurt a. M., 1994.
- 51. Alternative Lateinamerika. Das deutsche Exil in der Zeit des Nationalsozialismus. Akten des Internationalen Symposiums „Exil in Spanien, Portugal und Lateinamerika“ vom 30. September bis 2. Oktober 1991 am Ibero-Amerikanischen Institut PK. Kohut, Karl / Mühlen, Patrik von zur (Hrsg.), Frankfurt a. M., 1994.
- 52. Sachsen und Lateinamerika. Begegnungen in vier Jahrhunderten. Zeuske, Michael / Schröter, Bernd / Ludwig, Jörg (Hrsg.), Frankfurt a. M., 1995.
- 53. Brasilien heute. Politik, Wirtschaft, Kultur. Briesemeister, Dietrich u. a. (Hrsg.), Frankfurt a. M., 1994.
- 54. Lenguas en contacto en Hispanoamérica. Nuevos enfoques. Zimmermann, Klaus (ed.), Madrid / Frankfurt a. M., 1995.
- 55. Cosmología y Música en los Andes. Baumann, Max Peter (ed.), Madrid / Frankfurt am Main, 1996.
- 56. Mexiko heute. Politik, Wirtschaft, Kultur. Briesemeister, Dietrich / Zimmermann, Klaus (Hrsg.), Madrid / Frankfurt a. M., 1996, 2. überarbeitete und aktualisierte Auflage.
- 57. „Chi ma nkongo“: Lengua y rito ancestrales en El Palenque de San Basilio (Colombia). Schwegler, Armin, Madrid / Frankfurt a. M., 1996, 2 vols.
- 58. La deuda pública en América Latina en perspectiva histórica. The Public Debt in Latin America in Historical Perspective. Liehr, Reinhard (ed.), Madrid / Frankfurt a. M., 1995.
- 59. El español hablado y la cultura oral en España e Hispanoamérica. Kotschi, Thomas / Oesterreicher, Wulf / Zimmermann, Klaus (eds.), Madrid / Frankfurt a. M., 1996.
- 60. Lenguaje y comunicación intercultural en el mundo hispánico. Zimmermann, Klaus / Bierbach, Christine (eds.), Madrid / Frankfurt a. M., 1997.
- 61. José Carlos Mariátegui. Gedenktagung zum 100. Geburtstag im Ibero-Amerikanischen Institut Preußischer Kulturbesitz am 10. November 1994 in Berlin. Morales Saravia, José (Hrsg.), Frankfurt a. M., 1997.
- 62. Kolumbien heute. Politik, Wirtschaft, Kultur. Altmann, Werner / Fischer, Thomas / Zimmermann, Klaus (Hrsg.), Frankfurt a. M., 1997.
- 63. La descripción de las lenguas amerindias en la época colonial. Zimmermann, Klaus (ed.), Madrid / Frankfurt a. M., 1997.
- 64. Portugal heute. Politik, Wirtschaft, Kultur. Briesemeister, Dietrich / Schönberger, Axel (Hrsg.), Frankfurt a. M., 1997.
- 65. Spanien heute. Politik, Wirtschaft, Kultur. Bernecker, Walther L. / Dirscherl, Klaus (Hrsg.), Frankfurt a. M.,1998.
- 66. Lenguas criollas de base lexical española y portuguesa. Zimmermann, Klaus (ed.), Madrid / Frankfurt a. M., 1999.
- 67. La literatura en la formación de los Estados hispanoamericanos. Janik, Dieter (ed.), Madrid / Frankfurt a. M., 1998.
- 68. ¿"¡Bon compaño, jura Di!"?. El encuentro de moros, judíos y cristianos en la obra cervantina. Schmauser, Caroline / Walter, Monika (eds.), Madrid / Frankfurt a. M., 1998.
- 69. … y las palabras ya vienen cantando … Texto y música en el intercambio hispano-alemán. Actas de las Terceras Conversaciones Académicas Hispano-Alemanas. Berlin, 2 y 3 de Octubre de 1995. Kügelgen, Helga von (ed.), Frankfurt a. M. / Madrid, 1999.
- 70. History and histories in the Caribbean: IV. Interdisciplinary Congress of the Society of Caribbean Research, Berlin. Bremer, Thomas / Fleischmann, Ulrich (eds.), Madrid / Frankfurt a. M., 2001.
- 71. Katalanisch. Sprachwissenschaft und Sprachkultur – Akten des 14. Deutschen Katalanistentags im Rahmen von „Romania I“ Jena, 28. 9.-2. 10. 1997. Kailuweit, Rolf / Radatz, Hans-Ingo (Hrsg.), Frankfurt a. M., 1999.
- 72. Naciendo el hombre nuevo … Fundir literatura, artes y vida como práctica de las vanguardias en el Mundo Ibérico. Wentzlaff-Eggebert, Harald (Hrsg.), Madrid / Frankfurt a. M., 1999.
- 73. Las influencias de las culturas académicas alemana y española desde 1898 hasta 1936. Salas, Jaime de / Briesemeister, Dietrich (eds.), Madrid / Frankfurt a. M., 2000.
- 74. Das literarische Werk von Mario Vargas Llosa. Akten des Colloquiums im Ibero-Amerikanischen Institut Berlin, 5.-7. November 1998. Morales Saravia, José (Hrsg.), Madrid / Frankfurt a. M., 2000.
- 75. Kuba heute. Politik, Wirtschaft, Kultur. Ette, Ottmar / Franzbach, Martin (Hrsg.), Madrid / Frankfurt a.M, 2001.
- 76. Los jesuitas españoles expulsos. Su imagen y su contribución al saber sobre el mundo hispánico en la Europa del siglo XVIII. Actas del Coloquio internacional de Berlin (7-10 de abril de 1999). Tietz, Manfred (ed.), Madrid / Frankfurt a. M., 2001.
- 77. Dinero y negocios en la historia de América Latina: veinte ensayos dedicados a Reinhard Liehr / Geld und Geschäfte in der Geschichte Lateinamerikas: zwanzig Aufsätze, gewidmet Reinhard Liehr. Böttcher, Nikolaus / Hausberger, Bernd (eds.), Madrid / Frankfurt a. M., 2000.
- 78. Enciclopedia, vocabulario, dictionario. Spanische und portugiesische Lexikographie im 17. und 18. Jahrhundert. Mühlschlegel, Ulrike, Frankfurt a. M., 2000.
- 79. „¡Bailá!, ¡Vení!, ¡Volá!“. El fenómeno tanguero y la literatura. Actas del Coloquio de Berlín, 13 – 15 de febrero de 1997. Rössner, Michael (ed.), Madrid / Frankfurt a. M., 2000.
- 80. Brasil. Modernização e globalização. Kohlhepp, Gerd (coord.), Madrid / Frankfurt a. M., 2001.
- 81. Mujeres y naciones en América Latina. Problemas de inclusión y exclusión. Potthast, Barbara/Scarzanella, Eugenia (Hrsg.). Madrid / Frankfurt am Main 2001.
- 82. Ein „freudiges Geben und Nehmen“? Stand und Perspektiven der Kulturbeziehungen zwischen Lateinamerika und Deutschland. Eine Konferenz in Berlin vom 30. November – 1. Dezember 1999. Maihold, Günther (Hrsg.), Frankfurt a. M., 2001.
- 83. Der Reality-Text. Brasilianische Großstadtliteratur im Zeitalter der technischen Bilder. Gussmann, Katja, Frankfurt a. M., 2002.
- 84. Roberto Arlt. Una modernidad argentina. Morales Saravia, José / Schuchard, Barbara (eds.), Madrid / Frankfurt a. M., 2001.
- 85. Kolumbien im Fokus. Einblicke in Politik, Kultur, Umwelt. Diehl, Oliver / Helfrich-Bernal, Linda (Hrsg.), Frankfurt a. M., 2001.
- 86. Argentinien nach zehn Jahren Menem. Wandel und Kontinuität. Birle, Peter / Carreras, Sandra (Hrsg.), Frankfurt a. M., 2002.
- 87. „Miradas entrecruzadas“. Diskurse interkultureller Erfahrung und deren literarische Inszenierung. Beiträge eines hispanoamerikanistischen Forschungskolloquiums zu Ehren von Dieter Janik. Lang, Sabine / Blaser, Jutta / Lustig, Wolf (Hrsg.), Frankfurt a. M., 2002.
- 88. Argentinien heute. Politik, Wirtschaft, Kultur. Bodemer, Klaus / Pagni, Andrea / Waldmann, Peter (Hrsg.), Frankfurt a. M., 2002.
- 89. Ein Institut und sein General. Wilhelm Faupel und das Ibero-Amerikanische Institut in der Zeit des Nationalsozialismus. Liehr, Reinhard / Maihold, Günther / Vollmer, Günter (Hrsg.), Frankfurt a. M., 2003.
- 90. Chile heute. Politik, Wirtschaft, Kultur. Imbusch, P. /Messner, D. /Nolte, D. (Hrsg.), Frankfurt a. M., 2004.
- 91. Spanien heute. Politik, Wirtschaft, Kultur. Bernecker, Walther L. / Dirscherl, Klaus (Hrsg.), Frankfurt a. M., 2004.
- 92. Paraguay 1515–1870. A Thematic Geography of its Development. Kleinpenning, Jan M.G., Madrid / Frankfurt a. M., 2003, two Vols.
- 93. Comercio y poder en América colonial. Los consulados de comerciantes, siglos XVII-XIX. Hausberger, Bernd / Ibarra, Antonio (eds.), Madrid / Frankfurt a. M., 2003.
- 94. Garcilaso de la Vega. Werk und Nachwirkung. Morales Saravia, José (Hrsg.), Frankfurt a. M., 2004.
- 95. Chiapas. Aktuelle Situation und Zukunftsperspektiven für die Krisenregion im Südosten Mexikos. Köhler, Ulrich (Hrsg.), Frankfurt a. M., 2003.
- 96. Kaiser Maximilians Kartographen in Mexiko. Nickel, Herbert J., Frankfurt a. M., 2003.
- 97. Die deutsch-spanischen Kulturbeziehungen im europäischen Kontext. Bestandsaufnahme, Probleme, Perspektiven. Bader, Wolfgang / Olmos, Ignacio (Hrsg.), Frankfurt a. M., 2004.
- 98. Mexiko heute: Politik, Wirtschaft, Kultur. Bernecker, Walter L. u. a. (Hrsg.), Frankfurt a. M., 2004.
- 99. Und unter der Maske … das Volk. Lucha libre – Ein mexikanisches Volksspektakel zwischen Tradition und Moderne. Möbius, Janina (Hrsg.), Frankfurt a. M., 2004.
- 100. „Alles in meinem Dasein ist Musik …“. Kubanische Musik von Rumba bis Techno. Esser, Torsten / Frölicher, Patrick (Hrsg.), Frankfurt a. M., 2004.
- 101. Philanthropic Endeavors or the Exploitation of an Ideal? The Human Rights Policy of the Organization of American States in Latin America (1970–1991). Dykmann, Klaas, Madrid / Frankfurt a. M., 2004.
- 102. Los buenos, los malos y los feos. Poder y resistencia en América Latina. Böttcher, Nikolaus / Galaor, Isabel / Hausberger, Bernd (eds.), Madrid / Frankfurt a. M., 2005.
- 103. Entre la familia, la sociedad y el Estado. Niños y jóvenes en América Latina (siglos XIX-XX). Potthast, Barbara / Carreras, Sandra (eds.), Madrid / Frankfurt a. M., 2005.
- 104. Aufstieg und Randlage. Linksintellektuelle, demokratische Wende und Politik in Argentinien und Brasilien. Hollensteiner, Stephan, Frankfurt a. M., 2005.
- 105. Grenzen der Macht – Macht der Grenzen. Lateinamerika im globalen Kontext. Braig, Marianne u. a. (Hrsg.), Frankfurt a. M., 2005.
- 106. Fascismo y antifascismo. Peronismo y antiperonismo. Conflictos políticos e ideológicos en la Argentina (1930–1955). García Sebastiani, Marcela (ed.), Madrid / Frankfurt a. M., 2006.
- 107. Sincronía y diacronía de tradiciones discursivas en Latinoamérica. Ciapuscio, Guiomar et al. (eds.), Madrid / Frankfurt a. M., 2006.
- 108. Empresas y modernización en México desde las reformas borbónicas hasta el Porfiriato. Liehr, Reinhard (ed.), Madrid / Frankfurt a. M., 2006.
- 109. Hemisphärische Konstruktionen der Amerikas. Birle, Peter u. a. (Hrsg.), Frankfurt a. M., 2006.
- 110. ArabAmericas. Literary Entanglements of the American Hemisphere and the Arab World. Ette, Ottmar / Pannewick, Friederike (eds.), Frankfurt a. M., 2006.
- 111. Demokratie und Entwicklung in Lateinamerika. Birle, Peter / Nolte, Detlef / Sangmeister, Hartmut (Hrsg.), Frankfurt a. M., 2006.
- 112. Lateinamerikanische Literatur im deutschsprachigen Raum. Römer, Diana von / Schmidt-Welle, Friedhelm (Hrsg.), Frankfurt a. M., 2007.
- 113. España: del consenso a la polarización. Cambios en la democracia española. Bernecker, Walther L. / Maihold, Günther (eds.), Madrid / Frankfurt a. M., 2007.
- 114. Memoria literaria de la Transición española. Gómez-Montero, Javier (ed.), Madrid / Frankfurt a. M., 2007.
- 115. Zentralamerika heute. Politik, Wirtschaft, Kultur. Kurtenbach, Sabine / Mackenbach, Werner / Maihold, Günther / Wünderich, Volker (Hrsg.), Frankfurt a. M., 2008.
- 116. Wechselseitige Perzeptionen: Deutschland – Lateinamerika im 20. Jahrhundert. Birle, Peter / Schmidt-Welle, Friedhelm (Hrsg.), Frankfurt a. M., 2007.
- 117. Elites en América Latina. Birle, Peter et al. (eds.), Frankfurt a. M. / Madrid, 2007.
- 118. Venezuela en retrospectiva. Los pasos hacia el régimen chavista. Maihold, Günther (ed.), Madrid / Frankfurt a. M., 2007.
- 119. AfricAmericas. Itineraries, Dialogues, and Sounds. Phaf-Rheinberger, Ineke / de Oliveira Pinto, Tiago (eds.), Madrid / Frankfurt a. M., 2008.
- 120. Brazil and the Americas. Convergences and Perspectives. Birle, Peter / Costa, Sérgio / Nitschack, Horst (eds.), Madrid / Frankfurt a. M., 2007.
- 121. Haïti 1804. Lumières et ténèbres. Impact et résonances d'une révolution. Hoffmann, Léon-François / Gewecke, Frauke / Fleischmann, Ulrich (dir.) Madrid / Frankfurt a. M., 2008.
- 122. Lengua, Nación e Identidad. La regulación del plurilingüismo en España y América Latina. Süselbeck, Kirsten / Mühlschlegel, Ulrike / Masson, Peter (eds.), Madrid / Frankfurt a. M., 2008.
- 123. Sin fronteras. Encuentros de mujeres y hombres entre América Latina y Europa (siglos XIX-XX). Scarzanella, Eugenia / Schpun, Mônica Raisa (eds.), Madrid / Frankfurt a. M., 2008.
- 124. EuropAmerikas. Transatlantische Beziehungen. Ette, Ottmar / Ingenschay, Dieter / Maihold, Günther (Hrsg.), Frankfurt a. M., 2008.
- 125. Spanien heute. Politik – Wirtschaft – Kultur. Bernecker, Walther L. (Hrsg.), Frankfurt a. M., 2008.
- 126. Der Spanische Bürgerkrieg in der DDR. Strategien intermedialer Erinnerungsbildung. Asholt, Wolfgang / Reinecke, Rüdiger / Schlünder, Susanne (Hrsg.), Frankfurt a. M., 2009.
- 127. Rural Paraguay 1870–1963. A Geography of Progress, Plunder and Poverty. Vol. 2. Kleinpenning, Jan M.G., Madrid / Frankfurt a. M., 2009.
- 128. La Revolución mexicana en la literatura y el cine. Díaz Pérez, Olivia C. / Gräfe, Florian / Schmidt-Welle, Friedhelm (eds.), Madrid / Frankfurt a. M., 2010.
- 129. Populisten, Revolutionäre, Staatsmänner. Politiker in Lateinamerika. Werz, Nikolaus (Hrsg.), Frankfurt a. M., 2010.
- 130. ¿Crisis? ¿Qué crisis? España en busca de su camino. Bernecker, Walther L. / Íñiguez Hernández, Diego / Maihold, Günther (eds.), Madrid / Frankfurt a. M., 2009.
- 131. La cultura de la memoria. La memoria histórica en España y Alemania. Olmos, Ignacio / Keilholz-Rühle, Nikky (eds.), Madrid / Frankfurt a. M., 2009.
- 132. Escribiendo la Independencia. Perspectivas postcoloniales sobre la literatura hispanoamericana del siglo XIX. Folger, Robert / Leopold, Stephan (eds.), Madrid / Frankfurt a. M., 2010.
- 133. Deutsch-brasilianische Kulturbeziehungen. Bestandsaufnahme, Herausforderungen, Perspektiven. Bader, Wolfgang (Hrsg.), Frankfurt a. M., 2010.
- 134. Brasilien heute. Geographischer Raum, Politik, Wirtschaft, Kultur. Costa, Sérgio / Kohlhepp, Gerd / Nitschack, Horst / Sangmeister, Hartmut (Hrsg.), Madrid / Frankfurt a. M., 2010.
- 135. Die Beziehungen zwischen Deutschland und Argentinien. Birle, Peter(Hrsg.), Frankfurt a. M., 2010.
- 136. Argentinien heute. Politik – Wirtschaft – Kultur. Birle, Peter / Bodemer, Klaus / Pagni, Andrea (Hrsg.), Frankfurt a. M., 2010.
- 137. Redes y negocios globales en el mundo ibérico, siglos XVI-XVIII. Böttcher, Nikolaus / Hausberger, Bernd / Ibarra, Antonio (coords.), Madrid / Frankfurt a. M., 2011.
- 138. Caleidoscopios coloniales. Transferencias culturales en el Caribe del siglo XIX / Kaléidoscopes coloniaux. Transferts culturels dans les Caraibes au XIXe siècle. Ette, Ottmar / Müller, Gesine (eds.), Madrid / Frankfurt a. M., 2010.
- 139. Die Erfindung einer Nationalliteratur. Literaturgeschichten Argentiniens und Chiles (1860–1920). Carrillo Zeiter, Katja, Frankfurt a. M., 2011.
- 140. Venezuela heute. Politik-Wirtschaft-Kultur. Boeckh, Andreas / Welsch, Friedrich / Werz, Nikolaus (Hrsg.), Frankfurt a. M., 2011.
- 141. El viaje y la percepción del otro: viajeros por la Península Ibérica y sus descripciones (siglos XVIII y XIX). Musser, Ricarda (ed.), Madrid / Frankfurt a. M., 2011.
- 142. La expresión metaperiférica: narrativa ecuatoriana del siglo xx José de la Cuadra, Jorge Icaza y Pablo Palacio. Nina, Fernando, Madrid / Frankfurt a. M., 2011.
- 143. Escribir después de la dictadura. La producción literaria y cultural en las posdictaduras de Europa e Hispanoamérica. Reinstädler, Janett (ed.), Madrid / Frankfurt a. M., 2011.
- 144. „Una estirpe, una lengua y un destino“. Das Sprachideal der Academias de la Lengua Española (1950–1998). Süselbeck, Kirsten, Madrid / Frankfurt a. M., 2011.
- 145. Culturas políticas en la región andina. Büschges, Christian / Kaltmeier, Olaf / Thies, Sebastian (eds.), Madrid / Frankfurt a. M., 2011.
- 146. Ideas viajeras y sus objetos: El intercambio científico entre Alemania y América austral. Chicote, Gloria B. / Göbel, Barbara (eds.), Madrid / Frankfurt a. M., 2011.
- 147. Múltiples identidades. Literatura judeo-latinoamericana de los siglos xx y xxi. Dolle, Verena (ed.), Madrid / Frankfurt a. M., 2012.
- 148. Cultura, sociedad y democracia en América Latina. Aportes para un debate interdisciplinario. Bodemer, Klaus (coord.), Madrid / Frankfurt a. M., 2012.
- 149. Democracia y reconfiguraciones contemporáneas del derecho en América Latina. Kron, Stefanie / Costa, Sérgio / Braig, Marianne (eds.), Madrid / Frankfurt a. M., 2012.
- 150. Literatura de la Independencia, independencia de la literatura. Carrillo Zeiter, Katja / Wehrheim, Monika (eds.), Madrid / Frankfurt a. M., 2013.
- 151. Brasilien. Eine Einführung. Birle, Peter (Hrsg.), Madrid / Frankfurt a. M., 2013.
- 152. De islas, puentes y fronteras. Estudios sobre la literatura del Caribe, de la frontera norte de México y de los latinos en EE.UU. Gewecke, Frauke, Madrid / Frankfurt a. M., 2013.
- 153. Novas vozes. Zur brasilianischen Literatur im 21. Jahrhundert. Klengel, Susanne / Quandt, Christiane / Schulze, Peter W. / Wink, Georg (Hrsg.), Madrid / Frankfurt a. M., 2013.
- 154. Estudios sobre la historia económica de México desde la época de la Independencia hasta la primera globalización. Kuntz Ficker, Sandra / Liehr, Reinhard (eds.), Madrid / Frankfurt a. M., 2013.
- 155. Sondierungen. Lateinamerikanische Literaturen im 21. Jahrhundert. Bolte, Rike / Klengel, Susanne (Hrsg.), Madrid / Frankfurt a. M., 2013.
- 156. Sonidos y hombres libres. Música nueva de América Latina en los siglos XX y XXI. Heister, Hanns-Werner / Mühlschlegel, Ulrike (eds.), Madrid / Frankfurt a. M., 2014.
- 157. El cuerpo dócil de la cultura. Poder, cultura y comunicación en la Venezuela de Chávez. Silva-Ferrer, Manuel, Madrid / Frankfurt a. M., 2014.
- 158. Las ciencias en la formación de las naciones americanas. Carreras, Sandra / Carrillo Zeiter, Katja (eds.), Madrid / Frankfurt a. M., 2014.
- 159. El ensayo en busca del sentido. Weinberg, Liliana, Madrid / Frankfurt a. M., 2014.
- 160. Diálogos existenciales. La filosofía alemana en la Argentina peronista (1946–1955). Ruvituso, Clara, Madrid / Frankfurt a. M., 2015.
- 161. MicroBerlín. De minificciones y microrrelatos. Ette, Ottmar / Ingenschay, Dieter / Schmidt-Welle, Friedhelm / Valls, Fernando (eds.), Madrid / Frankfurt a. M., 2015.
- 162. Políticas y estrategias de la crítica: ideología, historia y actores de los estudios literarios. Ugalde Quintana, Sergio / Ette, Ottmar (eds.), Madrid / Frankfurt a. M., 2016.
- 163. Sur / South. Poetics and Politics of Thinking Latin America / India. Klengel, Susanne / Ortiz Wallner, Alexandra (eds.), Madrid / Frankfurt a. M., 2016.
- 164. „Dádivas, dones y dineros“. Aportes a una nueva historia de la corrupción en América Latina desde el imperio español a la modernidad. Rosenmüller, Christoph / Ruderer, Stephan (eds.), Madrid / Frankfurt a. M., 2016.
- 165. Transiciones, memorias e identidades en Europa y América Latina. Piovani, Juan Ignacio / Ruvituso, Clara / Werz, Nikolaus (eds.), Madrid/Frankfurt a. M., 2016.
- 166. Peru heute. Politik – Wirtschaft – Kultur. Paap, Iken / Schmidt-Welle, Friedhelm (Hrsg.), Frankfurt a. M., 2016.
- 167. Hombres en peligro. Género, nación e imperio en la España de cambio de siglo (XIX-XX). Zabalgoitia Herrera, Mauricio (ed.), Madrid/Frankfurt a. M., 2017.
- 168. Kolumbien heute. Politik – Wirtschaft – Kultur. Fischer, Thomas, Klengel, Susanne, Pastrana Buelvas, Eduardo (Hrsg.), Frankfurt a. M., 2017.
- 169. Eventos del deseo. Sexualidades minoritarias en las culturas/literaturas de España y Latinoamérica a finales del siglo xx. Ingenschay, Dieter, Madrid / Frankfurt a. M., 2018.
- 170. Identidad en cuestión y compromiso político. Los emigrados germanohablantes en América del Sur. Carreras, Sandra (ed.), Madrid / Frankfurt a. M., 2019.
- 171. Historias e historietas: representaciones de la historia en el cómic latinoamericano actual. Carrillo Zeiter, Katja / Müller, Christoph (ed.), Madrid / Frankfurt a. M., 2018.
- 172. 50 Jahre Arbeitsgemeinschaft Deutsche Lateinamerikaforschung ADLAF. Birle, Peter / Nolte, Detlef (eds.), Madrid / Frankfurt a. M., 2019.
- 173. El pensamiento conservador y derechista en América Latina, España y Portugal, siglos XIX y XX. Kolar, Fabio / Mücke, Ulrich (eds.), Madrid / Frankfurt a. M., 2018.
- 174. Entre el Atlántico y el Pacífico Negro afrodescendencia y regímenes de desigualdad en Sudamérica. Góngora Mera, Manuel / Santos, Rocío Vera / Costa, Sérgio (eds.), Madrid / Frankfurt a. M., 2019.
- 175. Infancia, escritura y subjetividad. La novela mexicana de deformación (1963–2011). Alejandro Zamora, Madrid / Frankfurt a. M., 2019.
- 176. El yo en la epopeya. Nuevos espacios de subjetividad en la poesía épica ibérica y latinoamericana del siglo XIX. Brunke, Dirk / Friedlein, Roger (eds.), Madrid / Frankfurt a. M., 2020.
- 177. Caribbean Worlds – Mundos Caribeños – Mondes Caribéens. Knauer, Gabriele / Phaf-Rheinberger, Ineke (eds.), Madrid / Frankfurt a. M., 2020.
- 178. Políticas públicas para la internacionalización de la educación superior en América Latina. Gabriela Michelini, Peter Birle, Fernando Luján Acosta (eds.), Madrid / Frankfurt a. M., 2020.
- 179. América Latina – África del Norte – España: lazos culturales, intelectuales y literarios del colonialismo español al antiimperialismo tercermundista. Stephanie Fleischmann / Ana Nenadović (eds.), Madrid / Frankfurt a. M., 2020.
- 180. Cuerpos en oposición, cuerpos en composiciónrepresentaciones de corporalidad en la literatura y cultura hispánicas actuales. Berit Callsen / Angelika Groß (eds.), Madrid / Frankfurt a. M., 2020.
- 181. ¿Un „sueño europeo“? Europa como destino anhelado de migración en la creación cultural latinoamericana (2001–2015). Verena Dolle (ed.), Madrid / Frankfurt a. M., 2020.
- 182. Las izquierdas latinoamericanas y europeas: idearios, praxis y sus circulaciones transregionales en la larga década del sesenta. Peter Birle / Enrique Fernández Darraz / Clara Ruvituso (eds.), Madrid / Frankfurt a. M., 2021.
- 184. Extranjeros, turistas, migrantes: estudios sobre identidad y alteridad en las culturas hispánicas contemporáneas. Teresa Gómez Trueba / Janett Reinstädler (eds.), Madrid / Frankfurt a. M., 2021.